# Демидов, Александр Сергеевич
Алекса́ндр Серге́евич Деми́дов (род. 22 октября 1970, Свердловск, СССР) — советский и российский актёр театра и кино,  автор и исполнитель песен; заслуженный артист Российской Федерации (2019). Один из основателей комического театра «Квартет И».

## Биография
Родился 22 октября 1970 года в Свердловске.
В 1988 году поступил на эстрадный факультет ГИТИСа (художественный руководитель курса Владимир Коровин) и окончил его в 1993 году.
В этом же году познакомился с Камилем Лариным, а также Леонидом Барацем, Ростиславом Хаитом и режиссёром Сергеем Петрейковым. В результате образовался «Квартет И».
Прославился ролью Саши в спектаклях «День радио» и «День выборов» и в одноимённых фильмах.
В 2011 году Демидов представил публике свой музыкальный проект «Демидов И», в программу которого входило исполнение авторских песен совместно с группой «Бобры».
В 2013 года Александр Демидов создал собственную группу ДЕМИДОBAND.
Каждый год 23 февраля проводит фестиваль «День защитника хорошей музыки», в котором участвуют Гоша Куценко, Павел Майков, группа «Бахыт Компот» и многие другие.
20 марта 2017 года был удостоен национальной литературной премии «Поэт года» за 2016 год в номинации «Лирика».

## Личная жизнь
У Александра Демидова от первого брака с психологом Светланой Шварц есть дочь София (2000 г.р.), от второго брака с Еленой сын Игнатий (род. 2 июня 2008 г.р.). С 2013 года супруга Маргарита Демидова.

## Фильмография

### Актёр
- 1990 — Охота на сутенёра
- 1991 — Пять похищенных монахов — Вася Куролесов («Веснушчатый»)
- 1999 — Максимилиан — Максимилиан
- 2002 — Деньги (ТВС)
- 2004 — Скажи мне / Raconte-moi — монах
- 2007 — День выборов — Саша, менеджер радиостанции «Как бы радио», руководитель проекта
- 2007 — Приключения солдата Ивана Чонкина — Плечевой
- 2008 — День радио — Саша
- 2009 — Синдром Феникса — Юра Кумилкин, сосед Татьяны
- 2010 — О чём говорят мужчины — Саша
- 2010 — Трубадур (короткометражка)
- 2011 — О чём ещё говорят мужчины — Саша
- 2013 — Похабовск. Обратная сторона Сибири — Евгений Борисович Туговатых, директор ферросплавного завода
- 2014 — Быстрее, чем кролики — транс-дива мадам Жюли / администратор Геннадий Захаров (в альтернативной концовке)
- 2014 — Здрасьте, я ваш папа! — Иннокентий
- 2016 — Страна чудес — пьяный ВДВ-шник с цветами
- 2016 — День выборов 2 — Александр, помощник губернатора
- 2016 — Жених — Покучаев
- 2016 — Помню — не помню! — врач
- 2018 — О чём говорят мужчины. Продолжение — Саша
- 2019 — Громкая связь — Дима
- 2020 — Обратная связь — Дмитрий
- 2020 — Королева — Шелухов
- 2021 — Не лечи меня — Степан Олегович, заведующий отделением хирургии
- 2021 — Клиника счастья — Арсений Львович
- 2021 — В Бореньке чего-то нет — сценарист Гриша
- 2022 — О чём говорят мужчины. Простые удовольствия — Саша
- 2023 — Родные люди (новелла «Казань») — сложный клиент эко-кафе
- 2024 — Один день в Стамбуле — врач Гера

### Сценарист
- 1999 — Максимилиан
- 2008 — День радио (спектакль)

### Актёр озвучивания
- 2008 — Вольт / Bolt — Билли

## Награды и звания
- Заслуженный артист Российской Федерации (23 августа 2019 года) — за большой вклад в развитие отечественной культуры и искусства, многолетнюю плодотворную деятельность[8].